# Rivula securifera
Rivula securifera är en fjärilsart som beskrevs av Walker 1864. Rivula securifera ingår i släktet Rivula och familjen nattflyn. Inga underarter finns listade.